# Kurt Sier
Kurt Sier (* 21. April 1955 in Dudweiler) ist ein deutscher Klassischer Philologe.

## Leben
Kurt Sier studierte von 1974 bis 1980 Klassische Philologie, Germanistik, Philosophie und Indogermanistik an der Universität des Saarlandes und der Universität Zürich. Von 1981 bis 1987 war er wissenschaftlicher Mitarbeiter, nach der Promotion 1986 wurde er 1987 Akademischer Rat und Oberrat (bis 1994). Nach seiner Habilitation 1996 wurde er im selben Jahr auf den Lehrstuhl für Klassische Philologie (Gräzistik) an der Universität Leipzig berufen, wo er Jürgen Werner nachfolgte; er hatte den Lehrstuhl bis zu seiner Emeritierung im Jahr 2021 inne. Seit 2000 ist er Mitglied der Akademie der Wissenschaften und der Literatur Mainz, wo er seit 2004 der Kommission für Klassische Philologie vorsitzt. Seit 2002 ist er Mitglied der Kommission für das Corpus Medicorum Graecorum/Latinorum der Berlin-Brandenburgischen Akademie der Wissenschaften.
Sier beschäftigt sich mit antiker Philosophie, dem griechischen Drama, hellenistischer Dichtung und antiker Literaturtheorie.

## Schriften (Auswahl)
- Die lyrischen Partien der Choephoren des Aischylos. Text, Übersetzung, Kommentar. Franz Steiner, Stuttgart 1988 (Dissertation)
- Die Rede der Diotima. Untersuchungen zum platonischen Symposion. Teubner, Stuttgart/Leipzig 1997 (Habilitationsschrift)